# Skylab 4
Skylab 4 – trzecia, ostatnia załoga stacji kosmicznej, wysłana w ramach programu Skylab.

## Załoga
- Gerald Carr – dowódca
- William Pogue – pilot
- dr Edward Gibson – fizyk

### Załoga rezerwowa
- Vance Brand – dowódca
- Don Lind – pilot
- William Lenoir – pilot-naukowiec

## Misja
Start trzeciej załogi stacji Skylab nastąpił 16 listopada 1973 roku. Stanowili ją trzej nowicjusze. Pierwotnie wyprawa miała trwać 59 dni, ale ostatecznie zdecydowano, że potrwa 84 dni. Członkowie tej załogi przejawiali usposobienie odmienne niż wszyscy ich poprzednicy – radzieccy i amerykańscy. Pracowali niemrawo, nie nadążając za programem, choć nie skarżyli się na dolegliwości zdrowotne. Niemniej jednak wykonali obszerny program badań, które między innymi obejmowały obserwacje komety Kohoutka. Astronauci fotografowali ją w promieniowaniu widzialnym i nadfioletowym w czasie pobytów na zewnątrz stacji, gdy zaś zbliżała się do Słońca przez teleskopy przeznaczone do badań Słońca. Ogółem wykonali około 75 000 fotografii komety i Słońca. Zużyli na rejestrację danych 30 000 metrów taśmy magnetycznej. Poza tym wykonali około 20 000 zdjęć Ziemi; odkryto przy tym w ciepłych prądach morskich rejony z chłodną wodą, liczące do 65 kilometrów. W prowadzeniu badań przeszkadzał niedostatek energii elektrycznej, wywołany pogorszeniem orientacji fotoogniw ku Słońcu. Dzięki wyprawie uzyskano 75 000 obrazów z teleskopu ATM, 17 000 z aparatury EREP i 50 km taśm magnetycznych z zapisami pomiarów. Astronauci musieli także wykonać liczne drobne naprawy wyposażenia stacji. W końcu jednak napotkali niemożliwe do wykonania zadania doświadczalne i musieli przedyskutować to z kontrolerami lotu, wskutek czego stworzono bardziej realistyczny plan pracy. Była to ważna lekcja planowania zadań przyszłych stacji kosmicznych. Ta załoga okazała się jednak najbardziej produktywna ze wszystkich. Na Ziemię powrócili 8 lutego 1974 roku, po 84 dniach, 1 godzinie i 16 minutach, i wykonaniu 1214 okrążeń Ziemi. Podczas pobytu na stacji astronauci przelecieli 55,2 mln km. Po powrocie okazało się, że są wyżsi o 2 cm.

## EVA
Astronauci czterokrotnie wychodzili na zewnątrz stacji:     
1. 22 listopada – Gibson i Pogue na 6 godzin i 34 minuty,
2. 25 grudnia – Pogue i Carr na 7 godzin i 3 minuty,
3. 29 grudnia – Gibson i Carr na 3 godziny i 29 minut,
4. 3 lutego 1974 – Gibson i Pogue na 5 godzin i 19 minut.